# Marius Žaliūkas
Marius Žaliūkas (Kaunas, Lituania, 10 de noviembre de 1983 - Ibidem, 31 de octubre de 2020) fue un futbolista lituano. Jugaba de defensa y su último equipo fue el Leeds United de la Segunda División de Inglaterra.

## Selección nacional
Fue internacional con la Selección de fútbol de Lituania, con la que jugó 15 partidos internacionales y anotó un gol ante Eslovaquia en la Clasificación de UEFA para la Copa Mundial de Fútbol de 2014 en el empate 1-1 en Vilna.

## Clubes
| Club                   | País       | Año       |
| ---------------------- | ---------- | --------- |
| Inkaras Kaunas         | Lituania   | 2002-2004 |
| FBK Kaunas             | Lituania   | 2004      |
| FK Šilutė              | Lituania   | 2004-2005 |
| FBK Kaunas             | Lituania   | 2005-2006 |
| Heart of Midlothian FC | Escocia    | 2006-2013 |
| Leeds United           | Inglaterra | 2013-2014 |

## Palmarés

### Campeonatos nacionales
| Título          | Club                | País    | Año  |
| --------------- | ------------------- | ------- | ---- |
| Copa de Escocia | Heart of Midlothian | Escocia | 2012 |

## Muerte
Marius Žaliūkas murió el 31 de octubre de 2020 a causa de la esclerosis lateral amiotrófica que padeció los últimos cuatro años de su vida.